# UCI Oceania Tour de 2006-2007
O UCI Oceania Tour de 2006-2007, foi a terceira edição do UCI Oceania Tour. Levou-se a cabo de outubro de 2006 a setembro de 2007 onde se disputaram as mesmas 7 competições por etapas em duas modalidades, provas por etapas e provas de um dia, as mesmas da temporada anterior (com a leve mudança de nome do Herald Sun Tour para Jayco Herald Sun Tour), outorgando pontos aos primeiros classificados das etapas e à classificação final. Ademais, apesar de não estar no calendário, também pontuaram os campeonatos nacionais com um barómetro dependendo o nível ciclista da cada país.
O ganhador a nível individual foi pela segunda vez o australiano Robert McLachlan, por equipas triunfou a Drapac Porsche da Austrália, enquanto por países e países sub-23 foi a Austrália quem obteve mais pontos.

## Calendário
Contou com as seguintes provas, tanto por etapas como de um dia.

### Outubro de 2006
| Data    | Carreira                         | Cat. | Ganhador         | Equipa do ganhador    |
| ------- | -------------------------------- | ---- | ---------------- | --------------------- |
| 8 ao 14 | Jayco Herald Sun Tour            | 2.1  | Simon Gerrans    | Selecção da Austrália |
| 21      | Melbourne to Warrnambool Classic | 1.2  | Robert McLachlan | Drapac Porsche        |

### Novembro de 2006
| Data    | Carreira          | Cat. | Ganhador        | Equipa do ganhador             |
| ------- | ----------------- | ---- | --------------- | ------------------------------ |
| 6 ao 11 | Tour de Southland | 2.2  | Hayden Roulston | Health Net presented by Maxxis |

### Janeiro de 2007
| Data     | Carreira           | Cat. | Ganhador        | Equipa do ganhador   |
| -------- | ------------------ | ---- | --------------- | -------------------- |
| 17 ao 21 | Tour Down Under    | 2.hc | Martin Elmiger  | Ag2r Prévoyance      |
| 24 ao 28 | Tour de Wellington | 2.2  | Hayden Roulston | Trek-Zookeepers Cafe |

### Maio de 2007
| Data | Carreira                           | Cat. | Ganhador         | Equipa do ganhador    |
| ---- | ---------------------------------- | ---- | ---------------- | --------------------- |
| 3    | Campeonato Oceânico Contrarrelógio | CC   | Cameron Wurf     | Selecção da Austrália |
| 5    | Campeonato Oceânico em Estrada     | CC   | Robert McLachlan | Selecção da Austrália |

## Classificações

### Individual
| Posição | Ciclista          | Pontos |
| ------- | ----------------- | ------ |
| 1       | Robert McLachlan  | 238    |
| 2       | Karl Menzies      | 215    |
| 3       | David Pell        | 154,66 |
| 4       | Hayden Roulston   | 145,66 |
| 5       | Wesley Sulzberger | 100    |
| 6       | Chris Jongewaard  | 94     |
| 7       | Darren Lapthorne  | 86     |
| 8       | Gordon McCauley   | 76,66  |
| 9       | Hilton Clarke     | 64     |
| 10      | Cameron Wurf      | 45     |

### Equipas
| Posição | Equipa                         | Pontos |
| ------- | ------------------------------ | ------ |
| 1       | Drapac Porsche                 | 410    |
| 2       | Health Net presented by Maxxis | 262    |
| 3       | Southaustralia.com-AIS         | 251    |
| 4       | Savings & Loans                | 171,31 |
| 5       | Navigators Insurance           | 165    |

| 6  | Jittery Joe's                         | 110   |
| 7  | Plowman Craven                        | 76,66 |
| 8  | Chocolade Jacques-Topsport Vlaanderen | 67    |
| 9  | Priority Health                       | 50    |
| 10 | DFL-Cyclingnews-Litespeed             | 41    |

### Países
| Posição | País          | Pontos  |
| ------- | ------------- | ------- |
| 1       | Austrália     | 1303,66 |
| 2       | Nova Zelândia | 472,32  |

### Países sub-23
| Posição | País          | Pontos |
| ------- | ------------- | ------ |
| 1       | Austrália     | 333    |
| 2       | Nova Zelândia | 92,32  |